# Station Rudniki koło Częstochowy
Station Rudniki koło Częstochowy is een spoorwegstation in de Poolse plaats Rudniki.